# CD7
La glicoproteina CD7 è una proteina transmembrana di 40 kDa presente sulle cellule staminali del midollo osseo, ma anche su linfociti T e timociti.
La sua funzione non è ancora stata sufficientemente indagata, ma sembra che sia implicata nell'apoptosi dei linfociti T mediata da galectina-1.
È anche conosciuta come gp40.